# Казе Манкурта (Болоња)
Казе Манкурта (итал. Case Mancurta) је насеље у Италији у округу Болоња, региону Емилија-Ромања.
Према процени из 2011. у насељу је живело 11 становника. Насеље се налази на надморској висини од 40 м.